# BYD Seal
BYD Seal — компактный представительский электромобиль китайской компании BYD. На внутренних рынках продаётся под названием BYD Atto 4.

## Описание
Автомобиль BYD Seal впервые был представлен в сентябре 2021 года на платформе e-Platform 3.0. Концепт-кар назывался BYD Ocean-X Concept.
Автомобиль выпускается в комплектациях Elite, Prestige и Performance. Максимальная скорость ограничена до 180 км/ч. До 100 км/ч автомобиль разгоняется за 3,8—7,5 секунд.
Запас хода составляет 570 км. Конкурентом является Tesla Model 3. В 2023 году BYD Seal U получил 5 звёзд рейтинга в EuroNcar.

## Галерея
- Вид сзади
- Интерьер